# College Dom Diogo de Sousa
College Dom Diogo de Sousa är en skola i Braga i Portugal, grundad 1949. 